# Flateyjarannáll
Flateyjarannáll (do nórdico antigo: Anais de Flatey) é um dos manuscritos medievais islandeses conservados no compêndio Flateyjarbók. Escrito por volta do século XIV, é uma crónica de importantes acontecimentos ocorridos na Escandinávia que se desenrolam ano após ano, ao estilo dos anais contemporâneos daquele período no continente. Foi uma obra de compilação de Magnús Þórhallsson, escrita entre 1388 e 1394. A informação procede essencialmente de Lögmannsannáll, pelo menos até 1388 e a partir desse ano acredita-se que tenha sido ampliada, ano após ano, com a informação que era disponível do autor. Revela principalmente os detalhes do conflito entre Björn jorsalfari Einarsson e Þórðr Sigmundarson, entre 1393 e 1394.